# SD-WAN
SD-WAN is een afkorting voor Software Defined - Wide Area Network; in het Nederlands vertaald een software gedefinieerd WAN. SD-WAN vereenvoudigt het beheer en de werking van een WAN door de netwerkhardware los te koppelen van het besturingssysteem. Dit concept is vergelijkbaar met de manier waarop virtualisatietechnologie gebruikt wordt om de werking van datacenters te verbeteren.
Een belangrijke toepassing van SD-WAN is om bedrijven in staat te stellen beter presterende WAN's te bouwen met behulp van goedkopere en commercieel beschikbare internettoegang, waardoor bedrijven duurdere privé-WAN-verbindingstechnologieën zoals MPLS geheel of gedeeltelijk kunnen vervangen.
Het Amerikaanse marketingonderzoeksbureau Gartner voorspelde in 2018 dat tegen 2023 meer dan 90 procent van de vernieuwingsinitiatieven van de WAN-edge-infrastructuur gebaseerd zal zijn op gevirtualiseerde platforms voor klantapparatuur (vCPE) of SD-WAN-software / apparaten.

## Overzicht
Met WAN's kunnen bedrijven hun computernetwerken van diverse filialen en/of datacenters met elkaar verbinden. Vanwege de fysieke beperkingen die worden opgelegd door de voortplantingstijd (delay) over grote afstanden en de noodzaak om meerdere serviceproviders te integreren om mondiale geografische gebieden te bestrijken (vaak over de landsgrenzen heen), worden WAN's geconfronteerd met belangrijke operationele uitdagingen, waaronder netwerkcongestie, variatie in pakketvertragingen (jitter) pakketverlies (loss) en zelfs serviceonderbrekingen. Moderne toepassingen zoals voice over IP (VoIP), videoconferenties en streaming media vereisen een lage vertraging (latency). De bandbreedte-eisen nemen ook toe, vooral voor toepassingen met high-definition video. Het kan duur en moeilijk zijn om de WAN-capaciteit uit te breiden, met bijbehorende problemen voor beheer en opsporing van netwerkproblemen.
SD-WAN-producten zijn ontworpen om deze netwerkproblemen aan te pakken. Door traditionele edge-routers te verbeteren of zelfs te vervangen door virtualisatie-apparaten die beleidsregels op applicatieniveau kunnen regelen en een netwerkoverlay bieden, kunnen goedkopere internetverbindingen van consumentenkwaliteit meer als een speciaal circuit werken. Dit vereenvoudigt het installatieproces voor personeel. MEF Forum heeft een SD-WAN-architectuur gedefinieerd die bestaat uit een SD-WAN Edge, SD-WAN Controller en SD-WAN Orchestrator. De SD-WAN Edge is een fysieke of virtuele netwerkfunctie die wordt geplaatst op een filiaal / regionaal / centraal kantoor, datacenter, of in cloud-cloudplatforms. MEF Forum heeft de eerste SD-WAN-servicestandaard gepubliceerd, MEF 70, die de fundamentele kenmerken van een SD-WAN-service definieert inclusief de servicevereisten en attributen.
De SD-WAN Orchestrator, die doorgaans ook de SD-WAN Controller-functionaliteit omvat, wordt gebruikt om gecentraliseerde beleidsregels in te stellen. Deze beleidsregels worden gebruikt om forwarding-beslissingen te nemen voor applicatiestromen. Applicatiestromen zijn IP-pakketten die zijn geclassificeerd om hun gebruikerstoepassing of groep van applicaties waaraan ze zijn gekoppeld te bepalen. Het groeperen van applicatiestromen op basis van een algemeen type, bijvoorbeeld conferentietoepassingen, wordt in MEF 70 een Application Flow Group genoemd. Volgens MEF 70 classificeert de SD-WAN Edge inkomende IP-pakketten op de SD-WAN UNI [10] , bepaalt via OSI Layer 2 tot en met Layer 7-classificatie tot welke applicatiestroom de IP-pakketten behoren, en past vervolgens het beleid toe om de applicatiestroom te blokkeren of toe te staan dat de applicatiestromen worden doorgestuurd op basis van de beschikbaarheid van een route naar de bestemmings-SD-WAN UNI op een externe SD-WAN Edge. Dit helpt ervoor te zorgen dat applicatieprestaties voldoen aan Service Level Agreements (SLA's).

## Geschiedenis
WAN's waren erg belangrijk voor de ontwikkeling van netwerktechnologieën in het algemeen en waren lange tijd de belangrijkste toepassing van netwerken voor zowel militaire als zakelijke toepassingen. De mogelijkheid om gegevens over grote afstanden te communiceren, was een van de belangrijkste drijvende factoren voor de ontwikkeling van datacommunicatietechnologieën, omdat het de afstandsbeperkingen kon overwinnen en de tijd die nodig was om berichten met andere partijen uit te wisselen, verkortte.
Verouderde WAN-technologieën maakten communicatie mogelijk via circuits die twee of meer eindpunten met elkaar verbinden. Eerdere technologieën ondersteunden point-to-point-communicatie via een langzame snelheidscircuit, meestal tussen twee vaste locaties. Naarmate de technologie evolueerde, werden WAN-circuits sneller en flexibeler. Innovaties zoals circuit- en pakketschakeling (in de vorm van X.25, ATM en later Internetprotocol of Multiprotocol Label Switching-communicatie) zorgden ervoor dat communicatie dynamischer werd en steeds groeiende netwerken ondersteunde.
De behoefte aan strikte controle, beveiliging en service-kwaliteit (QoS) betekende dat multinationals zeer conservatief waren in het leasen en exploiteren van hun WAN's. Nationale voorschriften beperkten de bedrijven die in elk land lokale service konden verlenen, en complexe regelingen waren nodig om echt wereldwijde netwerken op te zetten. Dat veranderde allemaal met de groei van internet, waardoor entiteiten over de hele wereld met elkaar konden verbinden. In de eerste jaren werd het ongecontroleerde karakter van internet echter niet geschikt of veilig geacht voor privé-zakelijk gebruik.
Onafhankelijk van veiligheidsoverwegingen werd verbinding met internet een verplichte noodzaak tot het punt waarop elke vestiging internettoegang nodig had. Vanwege de veiligheidsproblemen werd in eerste instantie nog steeds privé gecommuniceerd via WAN en werd communicatie met andere entiteiten (inclusief klanten en partners) verplaatst naar internet.
Naarmate het bereik en de volwassenheid van internet groeide, begonnen bedrijven te evalueren hoe ze het konden gebruiken voor privé-bedrijfscommunicatie. In de vroege jaren 2000 werd de levering van applicaties via het WAN een belangrijk onderwerp van onderzoek en commerciële innovatie. In het volgende decennium maakte de toenemende rekenkracht het mogelijk om op software gebaseerde apparaten te maken die verkeer konden analyseren en weloverwogen beslissingen konden nemen in realtime, waardoor het mogelijk werd om grootschalige overlay-netwerken te creëren via het openbare internet die alle de functionaliteit van oudere WAN's, tegen een fractie van de kosten.
SD-WAN combineert verschillende technologieën om volwaardige privénetwerken te creëren, met de mogelijkheid om netwerk-bandbreedte dynamisch te delen over de verbindingspunten. Extra verbeteringen zijn onder meer centrale controllers, zero-touch provisioning, geïntegreerde analyse en on-demand circuitprovisioning, met enige netwerkintelligentie gebaseerd in de cloud, waardoor gecentraliseerd beleidsbeheer en beveiliging mogelijk is.
Netwerkpublicaties begonnen al in 2014 de term SD-WAN te gebruiken om deze nieuwe netwerktrend te beschrijven.

## Vereiste kenmerken
SD-WAN is geen gestandaardiseerd product. Onderzoeksbureau Gartner heeft echter wel een SD-WAN definitie opgesteld met vier vereiste kenmerken:
De mogelijkheid om meerdere verbindingstypen te ondersteunen, zoals MPLS, glasvezel of via snelle mobiele netwerken (4G of 5G). De mogelijkheid om dynamische paden te selecteren, voor belastingverdeling en het verhogen van de beschikbaarheid. Een eenvoudige interface (veelal grafisch) die gemakkelijk te configureren en beheren is. De mogelijkheid om VPN's en services van derden te ondersteunen, zoals WAN-optimalisatiecontrollers, firewalls en webgateways.

## Vormfactoren
SD-WAN-producten kunnen fysieke apparaten of software zijn.

## Kenmerken
Kenmerken van SD-WAN's zijn onder meer redundantiemogelijkheden, servicekwaliteit (QoS), beveiliging en prestaties, met flexibele implementatie-opties; vereenvoudigde administratie en probleemoplossing; en online verkeerskunde.

### Redundantie
Een redundant SD-WAN vermindert netwerkuitval. Om redundant te zijn, moet de technologie beschikken over realtime detectie van uitval en automatische omschakeling (failover) naar werkende koppelingen.

### Kwaliteit van de dienstverlening (QoS)
SD-WAN-technologie ondersteunt de servicekwaliteit door bewustzijn op applicatieniveau te hebben, waarbij bandbreedteprioriteit wordt gegeven aan de meest kritische applicaties. Dit kan dynamische path-selectie zijn, een applicatie op een snellere link verzenden of zelfs een applicatie opsplitsen tussen twee paden om de prestaties te verbeteren door deze sneller af te leveren.

### Beveiliging
SD-WAN-communicatie wordt meestal beveiligd met IPsec, een belangrijk onderdeel van WAN-beveiliging in het algemeen.

### Applicatie-optimalisatie
SD-WAN's kunnen de levering van applicaties verbeteren door middel van caching, waarbij recentelijk gebruikte informatie in het geheugen wordt opgeslagen om toekomstige toegang te versnellen.

### Implementatie-opties
De meeste SD-WAN-producten zijn beschikbaar als voorgeconfigureerde apparaten, geplaatst aan de rand van het netwerk in datacenters, filialen en andere afgelegen locaties. Er zijn ook virtuele apparaten die kunnen werken op bestaande netwerkhardware, of het apparaat kan worden ingezet als virtueel apparaat in de cloud in omgevingen zoals Amazon Web Services (AWS), Unified Communications as a service (UCaaS) of als Software as a Service (SaaS). Hierdoor kunnen bedrijven gebruik maken van SD-WAN-services bij het migreren van applicaties op bedrijfsservers naar cloudgebaseerde services zoals Salesforce.com, Office365 en Google-apps.

### Administratie en probleemoplossing
Eenvoud van beheer is volgens Gartner een belangrijke vereiste voor SD-WAN's. Net als bij netwerkapparatuur in het algemeen, kunnen grafische interfaces (GUI's) de voorkeur hebben boven de command-line-interface (CLI) -methoden voor configuratie en beheer. Andere voordelige beheerfuncties zijn onder meer automatische path-selectie, de mogelijkheid om elk eindapparaat centraal te configureren door configuratiewijzigingen uit te voeren, en zelfs een echte software-gedefinieerde netwerkbenadering waarmee alle apparaten en virtuele apparaten centraal kunnen worden geconfigureerd op basis van toepassingsbehoeften in plaats van onderliggende hardware.

### Online inzicht in het netwerkverkeer
Met een globaal overzicht van de netwerkstatus, kan een controller die SD-WAN beheert, traffic-engineering uitvoeren door nieuwe overdrachtsverzoeken toe te wijzen op basis van het huidige gebruik van de diverse transportmogelijkheden (links). Dit kan bijvoorbeeld worden bereikt door een centrale berekening van transmissiesnelheden bij de controller en snelheidsbeperking bij de afzenders (eindpunten) volgens dergelijke snelheden.

## Complementaire technologie

### SD-WAN versus WAN-optimalisatie
Er zijn enkele overeenkomsten tussen SD-WAN- en WAN-optimalisatie, de naam die wordt gegeven aan de verzameling technieken die worden gebruikt om de efficiëntie van gegevensoverdracht tussen WAN's te vergroten. Het doel van elk is om de levering van applicaties tussen filialen en datacenters te versnellen, maar SD-WAN-technologie richt zich bovendien op kostenbesparingen en efficiëntie, met name door goedkopere netwerkverbindingen toe te staan om het werk van duurdere huurlijnen uit te voeren, terwijl WAN-optimalisatie zich richt op rond het verbeteren van pakketbezorging. Een SD-WAN die gebruikmaakt van virtualisatietechnieken die worden ondersteund met WAN-optimalisatie, zorgt ervoor dat de netwerkbandbreedte dynamisch kan groeien of krimpen als dat nodig is. SD-WAN-technologie en WAN-optimalisatie kunnen afzonderlijk of samen worden gebruikt en sommige SD-WAN-leveranciers voegen WAN-optimalisatiefuncties toe aan hun producten.

### WAN-edge-routers
Een WAN-edge-router is een apparaat dat datapakketten routeert tussen verschillende WAN-locaties, waardoor een onderneming toegang krijgt tot een carrier-netwerk. Dit wordt ook wel een boundary-router genoemd en is anders dan een core-router, die alleen pakketten binnen één netwerk verzendt. SD-WAN's kunnen werken als een overlay om het beheer van bestaande WAN-edge-routers te vereenvoudigen door de afhankelijkheid van routeringsprotocollen te verminderen. SD-WAN kan mogelijk ook een alternatief zijn voor WAN Edge-routers.

### SD-WAN versus hybride WAN
SD-WAN's zijn vergelijkbaar met hybride WAN's en soms worden de termen door elkaar gebruikt, maar zijn ze niet identiek. Een hybride WAN bestaat uit verschillende verbindingstypen en kan een softwaregedefinieerde netwerkcomponent (SDN) hebben, maar dat hoeft niet.

### SD-WAN versus MPLS
Cloudgebaseerde SD-WAN biedt geavanceerde functies, zoals verbeterde beveiliging, cloud ondersteuning en ondersteuning voor mobiele gebruikers, die op natuurlijke wijze voortvloeien uit het gebruik van cloud-infrastructuur. Als gevolg hiervan kan cloudgebaseerde SD-WAN MPLS vervangen, waardoor organisaties MPLS kosten kunnen vrijgeven die eenmaal zijn gekoppeld aan (SD-)WAN-investeringen en nieuwe mogelijkheden kunnen creëren.

### SD-CORE
SD-WAN-apparaten alleen lossen de prestatieproblemen van de internetcore niet op. SD-CORE-architecturen zijn consistenter dan internet en leiden verkeer optimaal door de kern. SD-CORE is beschikbaar als onafhankelijke MPLS-backbones of software gedefinieerde backbones.

## Testen en valideren
Omdat er geen standaardalgoritme is voor SD-WAN-controllers, gebruiken fabrikanten elk hun eigen gepatenteerde algoritme bij de overdracht van gegevens. Deze algoritmen bepalen welk verkeer over welke link wordt geleid en wanneer verkeer van de ene link naar de andere moet worden overgeschakeld. Gezien de brede waaier aan beschikbare opties met betrekking tot zowel software als hardware SD-WAN-besturingsoplossingen, is het absoluut noodzakelijk dat ze worden getest en gevalideerd onder realistische omstandigheden in een laboratoriumomgeving voordat ze worden geïmplementeerd.

## Marktplaats
IT-website Network World verdeelt de SD-WAN-leveranciersmarkt in drie groepen: gevestigde netwerkleveranciers die SD-WAN-producten aan hun aanbod toevoegen, WAN-specialisten die beginnen met het integreren van SD-WAN-functionaliteit in hun producten, en startups die zich specifiek richten op de SD-WAN-markt.
Als alternatief groepeert Nemertes Research SD-WAN-leveranciers in categorieën op basis van hun oorspronkelijke technologieomgeving. Dit zijn "Pure-play SD-WAN-providers", "WAN-optimalisatieleveranciers", "Link-aggregatie-leveranciers" en "Algemene netwerkleveranciers". Terwijl de tweede categorie van Network World (startups die specifiek gericht zijn op de SD-WAN-markt), over het algemeen gelijk is aan de categorie "Pure-play SD-WAN-providers" van Nemertes, biedt Nemertes een meer gedetailleerd overzicht van de reeds bestaande WAN en algemene netwerkproviders.
Bovendien beschrijft Nemertes Research ook de in-net-kant van de SD-WAN-markt en beschrijft het de go-to-market strategie van connectiviteitsproviders die de SD-WAN-markt betreden. Deze providers omvatten "Network-as-a-service-leveranciers", "Carriers of telco's", "Content delivery networks" en "Secure WAN-providers".
In de markt wordt ook wel onderscheid gemaakt tussen twee groepen; de traditionele hardwareleveranciers die hun bestaande portfolio omgezet hebben naar een SD-WAN met een Orchestrator en de groep leveranciers die een softwarematige SD-WAN oplossing hebben gebouwd op basis van de X86-instructieset. Deze laatste groep kan eenvoudig de oplossing porteren naar de cloud (bijvoorbeeld die van Amazon of Google) als een zogenaamde virtuele CPE (vCPE). Een andere mogelijkheid die hierdoor ontstaat is het gebruik van een universele CPE (uCPE).
Verschillende online bronnen, waaronder de netwerktechnologie-podcast "Packet Pushers", houden een bijgewerkte lijst bij van bestaande SD-WAN-leveranciers. In juni 2018 noemde Network World 10 populaire SD-WAN-startups.
Een gids voor 20 Britse en Amerikaanse SD WAN-leveranciers met een kort overzicht van de mogelijkheden die de onderneming helpen bij het evalueren van de Software-WAN-markt.

### Opensource
MEF 70 standaardiseert SD-WAN-servicekenmerken en gebruikt standaard IPv4- en IPv6-routeringsprotocollen. SD-WAN-services gebruiken ook standaard IPsec-coderingsprotocollen. Aanvullende standaardisatie voor andere SD-WAN-functies en gerelateerde beveiligingsfunctionaliteit die niet onder MEF 70 vallen, zijn in ontwikkeling op het MEF-forum.